# Fildes-Halbinsel
Die Fildes-Halbinsel ist eine Halbinsel, die den südwestlichen Ausläufer von King George Island in den Südlichen Shetlandinseln bildet. Sie weist die größte Dichte an Stationen in der Antarktis auf.

## Geographie
Die Fildes-Halbinsel ist das größte eisfreie Gebiet von King George Island. Sie wird im Nordosten durch den Collins-Gletscher, im Norden und Westen durch die Drakestraße, im Südosten durch die Maxwell Bay und im Süden durch die Fildes Strait begrenzt. Letztere trennt sie vom nur 400 m entfernten Nelson Island. Die Fildes-Halbinsel ist von einer Reihe kleinerer Inseln umgeben, deren größte, Ardley Island, bei Ebbe über den 400 m langen Ardley-Isthmus mit ihr verbunden ist. Weitere Inseln sind die Dart- und die Heidelberginsel im Süden sowie die Walinsel und die Berlininseln im Nordwesten.
Das Gelände der Halbinsel ist hügelig und erreicht im Horatio Stump mit 165 m seine größte Höhe. Es ist von einem dichten Netz an Fließgewässern überzogen, deren Wasserstand vor allem von der Schneeschmelze beeinflusst wird. Daneben gibt es eine große Anzahl an Süßwasserseen, die nur im Sommer eisfrei sind. Die Küste besteht aus einem Wechsel steiler Kliffs und mit Geröll gefüllter Buchten. An einigen Stellen im Westen kommt es im Strandbereich zur Dünenbildung.
In etwa im Zentrum der Halbinsel befindet sich Richtung Nordwesten das Rollfeld des chilenischen Flugplatzes Aeródromo Teniente Rodolfo Marsh Martin, der über das Kap Paodao Jiao ins Meer hinausragt.

## Geologie
Auf der Fildes-Halbinsel befindet sich eine der bedeutendsten Fossillagerstätten der Antarktis. Es wurden fossilisierte Spuren von Wirbellosen und Wirbeltieren sowie Abdrücke und inkohlte wie auch verkieselte Fossilien von verschiedenen Pflanzenteilen gefunden, die auf die Zeit von der späten Kreide bis zum Eozän datiert werden. Acht Fundstellen mit einer Gesamtfläche von 2,25 km² wurden auf Antrag Chiles als „besonders geschütztes Gebiet der Antarktis“ ASPA-125 unter den Schutz des Antarktisvertrags gestellt.

## Flora und Fauna
Der Pflanzenwuchs ist klimatisch bedingt spärlich. Lokal treten aber dicke Moospolster auf. Etwa 175 Flechten- und 40 Moosarten kommen in der Region vor, dazu einige Pilze. Die beiden in der Westantarktis heimischen Gefäßpflanzen, die Antarktische Perlwurz und vor allem die Antarktische Schmiele, breiten sich zunehmend aus.
Meeresvögel sind mit zwölf auf der Fildes-Halbinsel brütenden Arten vertreten. Neben Zügel-, Esels- und Adeliepinguinen sind das der Riesensturmvogel, der Kapsturmvogel, die Buntfuß-Sturmschwalbe, der Schwarzbauch-Meerläufer, der Weißgesicht-Scheidenschnabel, die Dominikanermöwe, Antipodenseeschwalbe, die Subantarktikskua und die Antarktikskua.
Fünf Robbenarten (Weddellrobben, Krabbenfresser, Südliche See-Elefanten, Antarktische Seebären und Seeleoparden) bringen vor allem an der Küste zur Drakestraße ihre Jungen zur Welt.
In vielen Seen der Halbinsel konnte die Zuckmücke Parochlus steinenii nachgewiesen werden.

## Forschungsstationen
Auf der Fildes-Halbinsel sind fünf ganzjährig besetzte Stationen mit Plätzen für etwa 300 Personen angesiedelt. Knapp die Hälfte der Kapazität (135) entfällt auf die chilenische „Base Presidente Eduardo Frei Montalva“ und den angeschlossenen Flughafen „Aeródromo Teniente Rodolfo Marsh Martin“. Weitere Stationen sind die chilenische „Base Profesor Julio Escudero“ (26), die chinesische „Große-Mauer-Station“ (40), die russische „Bellingshausen-Station“ (38) und die uruguayische „Base Científica Antártica Artigas“ (60). Die russische Feldhütte „Priroda“ wird nur saisonal von einzelnen Wissenschaftlern aufgesucht.

## Tourismus
Die Fildes-Halbinsel wird jedes Jahr von mehreren tausend Touristen besucht, die entweder mit dem Kreuzfahrtschiff oder dem Flugzeug anreisen. Der internationale Verband der Reiseveranstalter mit Zielgebiet Antarktis (IAATO), weist für die Saison 2015/2016 um die 4000 Anlandungen von Kreuzfahrttouristen aus. Neben klassischem Naturtourismus mit kurzen Besuchen interessanter Naturräume wurden in der Region Bergtouren und Gletscherwanderungen durchgeführt. Seit 1995 findet auf der Fildes-Halbinsel jährlich der Antarctica Marathon mit einer begrenzten Teilnehmerzahl statt.

## Name
Das UK Antarctic Place-Names Committee benannte die Halbinsel in Verbindung mit der Fildes Strait nach dem britischen Robbenjäger Robert Fildes (1793–1827), der die Südlichen Shetlandinseln 1820/21 und 1821/22 besuchte und die ersten Segelanweisungen für den Archipel erstellte.